# گابریله تینتی
گابریله تینتی (ایتالیایی: Gabriele Tinti؛ ‏۲۲ اوت ۱۹۳۲ - ۱۲ نوامبر ۱۹۹۱) بازیگر اهل ایتالیا و همسر لورا خمسر بود.

## گزیدهٔ فیلم‌شناسی

### سینما
- من عاشق نبودم، اما… (۱۹۵۱)
- دروغ (۱۹۵۲)
- دورانی دیگر (۱۹۵۲)
- سال‌های آسودگی (۱۹۵۳)
- ایام عاشقی (۱۹۵۴)
- سرگذشت عاشقان درمانده (۱۹۵۴)
- دلاوری (۱۹۵۵)
- شورشیان کوچک (۱۹۵۵)
- مردان درستکار (۱۹۵۶)
- تعطیلات (۱۹۵۶)
- ترانه‌ها و لبخندها (۱۹۵۸)
- جالوت و بربرها (۱۹۵۸)
- داود و جالوت (۱۹۶۰)
- شکار شوهر (۱۹۶۰)
- بهشت بر روی زمین (۱۹۶۰)
- استر و پادشاه (۱۹۶۰)
- مادران خطرناک (۱۹۶۰)
- تخت‌خواب بزرگ (۱۹۶۱)
- اولیس در برابر هرکول (۱۹۶۱)
- پرواز ققنوس (۱۹۶۵)
- قدیمی‌ترین حرفه (۱۹۶۷)
- نگاه خشمگین (۱۹۶۷)
- افسانهٔ لایلا کلیر (۱۹۶۸)
- سرسخت و مقتدر (۱۹۶۹)
- توپخانه برای کوردوبا (۱۹۷۰)
- سوارکاری در باران (۱۹۷۰)
- شیر هفت سر (۱۹۷۰)
- کُنتس از خنده مُرد (۱۹۷۳)
- نمایش هراس‌انگیز عجیب و غریب نیمه‌شب (۱۹۷۳)
- لیزا و شیطان (۱۹۷۳)
- امانوئل سیاه (۱۹۷۵)
- امانوئل در بانکوک (۱۹۷۶)
- امانوئل در آمریکا (۱۹۷۶)
- اِوایِ سیاه (۱۹۷۶)
- مخمل نرم، ابریشم خام (امانوئل سیاه، امانوئل سپید) (۱۹۷۷)
- خواهر امانوئل (۱۹۷۷)
- امانوئل و آخرین آدم‌خواران (۱۹۷۷)
- امانوئل و تجارت برده سفید (۱۹۷۸)
- میلِ یک زن (۱۹۷۸)
- بداندیشی شهوانی (۱۹۷۹)
- عشق عجیب‌وغریب پورنو (۱۹۸۰)
- عشق ابدی است (۱۹۸۲)
- کالیگولا… قصه ناگفته (۱۹۸۲)
- خشونت در زندان زنان (۱۹۸۲)
- امانوئل در ییلاق (۱۹۸۲)
- قتل‌عام در زندان زنان (امانوئل از جهنم می‌گریزد) (۱۹۸۳)
- پایانِ بازی (۱۹۸۳)
- عقب‌نشینی فوری (۱۹۸۵)
- لذت (۱۹۸۵)
- صومعه گناهکاران (۱۹۸۶)
- دزد کودکان (۱۹۹۱)
- خزندگان (۱۹۹۳) [انتشار، پس از مرگ او]

### تلویزیون
- جزیره اسرارآمیز (۱۹۷۳)
- گوریل (۱۹۹۰)
- تله‌فیلم «تانگو بار» (۱۹۹۱)